# Sfințești
Sfințești is een Roemeense gemeente in het district Teleorman.
Sfințești telt 1302 inwoners.